# Regiunea Guéra
Regiunea Guéra  este una dintre cele 22 unități administrativ-teritoriale de gradul I ale statului Ciad. Reședința sa este orașul Mongo.

## Subdiviziuni
Regiunea Guéra este împărțită în 2 departamente:
| Department   | Capitală | Sub-prefecturi                                     |
| ------------ | -------- | -------------------------------------------------- |
| Guéra        | Mongo    | Bang Bang, Baro, Bitkine, Mangalmé, Mongo, Niergui |
| Barh Signaka | Melfi    | Chinguil, Melfi, Mokofi                            |